# Mokrenje
Mokrenje ili uriniranje je postupak izbacivanja otpadnih materija u tekućem obliku iz organizma putem urina tj. mokraće. Obavlja se putem tjelesnog sustava koji se naziva mokraćni sustav koji se sastoji od bubrega, mokraćnih puteva, mokraćnog mjehura i mokraćne cijevi.